# Ay Vamos
"Ay Vamos" é uma canção executada pelo cantor colombiano J Balvin, lançado como o primeiro single da reedição de seu terceiro álbum de estúdio, La Familia B Sides, pela Universal Music México em 22 de julho de 2014.
Recebeu uma indicação para o Billboard Latin Music Awards para a Canção do Ano do Latin Rhythm Airplay em 2015. Um remix, apresentando French Montana e Nicky Jam, foi lançado na trilha sonora de Furious 7.
Em novembro de 2018, o videoclipe recebeu mais de 1,5 bilhão de visualizações no YouTube..

## Listagem de faixas
- Download digital[3]

1. "Ay Vamos" – 3:46

## Desempenho nas tabelas musicais
| Chart (2014–15)                                           | Maior posição |
| --------------------------------------------------------- | ------------- |
| Bulgária (IFPI)                                           | 6             |
| Colômbia (National-Report)                                | 1             |
| Estados Unidos (Billboard Bubbling Under Hot 100 Singles) | 1             |
| Estados Unidos (Billboard Latin Songs)                    | 1             |
| Estados Unidos (Billboard Latin Pop Songs)                | 1             |
| Estados Unidos (Billboard Tropical Airplay)               | 4             |
| Estados Unidos (Billboard Latin Rhythm Airplay)           | 1             |
| República Dominicana (Monitor Latino)                     | 1             |
| Venezuela (Record Report)                                 | 4             |

| Chart (2014)                               | Posição |
| ------------------------------------------ | ------- |
| Estados Unidos (Billboard Latin Songs)     | 35      |
| Estados Unidos (Billboard Latin Pop Songs) | 42      |

## Vendas e certificações
| Região | Certificação     | Vendas/distribuição |
| --- | ---------------- | ------------------- |
| Brasil (Pro-Música Brasil) | Ouro             | 20,000*             |
| Espanha (PROMUSICAE) | Platina          | 40,000 ^            |
| Estados Unidos (RIAA) | Diamante (Latin) | 600,000 ‡           |
| Itália (FIMI) | Ouro             | 25,000 ‡            |
| México (AMPROFON) | Ouro             | 30,000 *            |
| *vendas baseadas apenas na certificação ^distribuições baseadas apenas na certificação ‡dados de streaming baseados somente em certificação |                  |                     |